# Pichlschloss

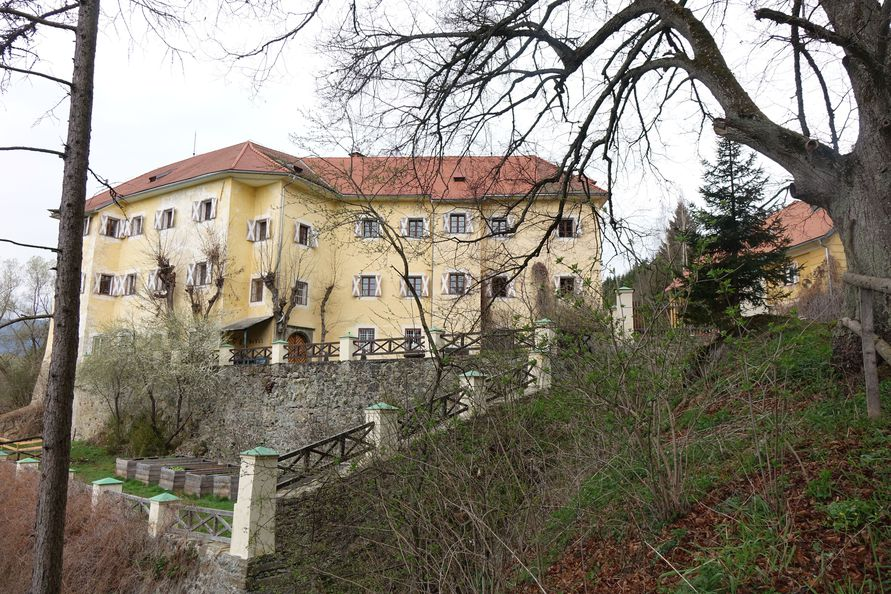
Pichlschloss

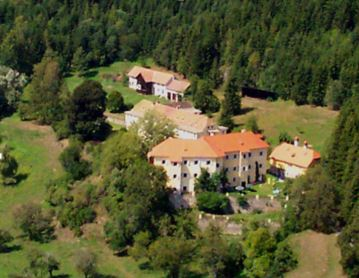
Pichlschloss und Nebengebäude

Das Pichlschloss ist ein Schloss in Neumarkt in Steiermark, einer Gemeinde im Bezirk Murau in der Obersteiermark, Österreich.

## Geschichte
Das Schloss entwickelte sich aus einem kleinen Edelhof, der erstmals 1332 als Puhlern bei dem Newenmarcht erwähnt wird, und mit mehreren Besitzwechseln bis in das 15. Jahrhundert der Herrschaft Stubenberg grunduntertänig war.
Hier ist die Entwicklung eines spätmittelalterlichen Edelhofes anzuführen, der sich nach dem Niedergang um 1500 im 16. Jahrhundert bezüglich der Eigentumssituation emanzipieren kann.
In der ersten Hälfte des 16. Jahrhunderts wird Pichl zum Bauerngut und ist dem Knittelfelder Bürger Joachim Muerer untertänig.
Nach dem adeligen Leopold Mayer, dem Pichl vorübergehend 1564 gehörte, ging der Hof 1565 käuflich an Bartlme Haslinger, den König Ferdinand I. als verdienstvollen Beamter 1543 in den Adelsstand erhob, und der durch wesentliche Baumaßnahmen das Pichlschloss wieder zum standesgemäßen Edelsitz der Renaissance gemacht hat.
1604 fiel Pichl an die vormalige Eigentümerfamilie Mayer (nun mit Namen Pirker) zurück, die es 1614 an den Neumarkter Ratsbürger Hans Pichler verkauften. 1625 wurde die – ursprünglich aus dem bäuerlichen Milieu stammende – Familie Pichler in den Adelsstand erhoben, mit dem Prädikat „von Pichl“.
Die Nachkommen führten mit Lorenz Ehrenreich ab 1660 den Titel „von Freydenpichl“ (Freudenpichl) und besaßen Pichl in Erbfolge bis 1776. In diesem Jahr erwarb der Bauer Lorenz Mörzl als Freisasse das Schloss. Damals wurde die Bezeichnung „Pichlschloss“ üblich.
1826 bis 1856 folgten die Familie Plankensteiner und danach die Freiherren von Dickmann.
1883 erfolgte die Adaptierung des Schlosses als Kurhaus und Sanatorium.
Ab 1909 erwarb die Familie Mandl, in Erbfolge Dr. Paumgartner die Anlage und betrieb es als Sanatorium.
In der NS-Zeit wurde das Pichlschloss Mutter-Kind-Heim für Bombengefährdete aus Deutschland und Entbindungsheim und kam nach dem Zweiten Weltkrieg wieder als Sanatorium in Verwendung.
Das Schloss, das sich nunmehr seit drei Generationen im Familienbesitz befindet, wird als Hotel geführt.
Das Objekt zeichnet damit für die jeweiligen Zeitepochen charakteristische und kulturgeschichtlich relevante Nutzungen nach und dokumentiert diese in seiner Bausubstanz. Das bezüglich der Baugenese bemerkenswerte Objekt zeichnet sich in seiner Architektur (Kubatur, Typologie, Struktur) und seiner Ausstattung mit einer in Vielzahl und Vielfalt vorhandenen Baudetails als charakteristischer, intakt erhaltener Edelhof des Niederadels des 16. und 17. Jahrhunderts aus. Das reich gestaltete Renaissanceportal unterstreicht den künstlerischen Anspruch des Hauses und verweist auf eine wesentliche Ausbauphase unter Bartlme Haslinger um 1569. Die Raumkonfigurationen mit Gewölben und Flachdecken vermitteln Formen und Konstruktionsweisen der Renaissance und des Frühbarock und veranschaulichen den hierarchisch organisierten Aufbau eines frühneuzeitlichen Adelssitzes. 
Diesbezüglich stellt auch das nördlich des Schlossgebäudes gelegene, um 1900 zu einem Wohnhaus adaptierte und in dieser Architektursprache weitgehend intakt erhaltene, im Kern aus dem 18. Jahrhundert stammende Mühlengebäude, einen wichtigen Aspekt der Bewirtschaftung einer Schlossanlage dar.

## Lage
Das Pichlschloss liegt auf einer kleinen Anhöhe in 876 m Seehöhe im steirischen Naturpark Zirbitzkogel-Grebenzen westlich von Neumarkt. Die Anhöhe bricht in Richtung Osten über eine Geländestufe ab und wird durch geböschte Bruchsteinmauern mit Zwischenterrassen gestützt.

## Architektur
Das Objekt besteht aus einem annähernd Nord-Süd orientierten, im Grundriss rechteckigen Nordtrakt aus der 2. Hälfte des 16. Jahrhunderts bis 1. Hälfte des 17. Jahrhunderts und einem dazu Richtung Südwesten abgewinkelten, ebenfalls rechteckigen Südtrakt, dem alten Edelhof aus der Mitte des 16. Jahrhunderts. Diese Trakte sind im Schnittbereich durch einen Erschließungstrakt aus der Mitte des 16. Jahrhunderts (um 1569), welcher Richtung Osten und Westen vorspringt, zu einem Baukörpergefüge verbunden.
Das Schloss besitzt Walmdächer mit umlaufenden Dachvorständen. In die nördliche Dachfläche des Nordtraktes ist eine Holzgaupe eines ehemaligen Aufzuges integriert. An der Westseite des Nordtraktes befindet sich ein zweiachsiger, im Kern barocker Anbau mit Flachdach und Altane des 19. Jahrhunderts. Die Brüstung dieser Altane wird aus Eisengittern mit vertikaler Sprossenteilung und Mittelring zwischen Mauerpfeilern gebildet. Der Nordtrakt besitzt an der Westseite annähernd in Fassadenmitte einen Risalitvorsprung, der Südtrakt einen weiteren an der Westseite in der zweiten Achse von Süden. Die Fassaden sind darüber hinaus ungegliedert, an der Nordfassade des Nordtraktes sind in den Obergeschoßen abgefaste renaissancezeitliche Fenstergewände zu befunden, sonst sind durchgehend einfache Rechteckfenster festzustellen. An der Südwestseite des Südtraktes sind in den Obergeschoßen jüngere Holzbalkone angefügt. 
Am westlichen Vorsprung des Verbindungstraktes befindet sich Richtung Nordosten der historische Hauptzugang des Schlosses, der durch ein künstlerisch anspruchsvoll gestaltetes Steinportal der Renaissance mit rundbogigem, abgefastem Torgewände, rechteckiger Rahmung und mehrfach profilierter Verdachung gebildet wird.
In den Bogenzwickeln befinden sich links das Wappen des Bartlme Haslinger. Es ist dies ein geteiltes Rollwerkwappen: Links Löwe und Bäumchen, rechts Schrägstreifen und rechts vermutlich das Wappen seiner Ehefrau (Rollwerkwappen mit Frau in spanischer Tracht) sowie die gespaltene Jahreszahl 1569.
Die Torflügel mit Rautenaufdoppelungen besitzen Ziehknäufe und ein Schlüsselschild, in josefinisch-klassizistischen Formen. 
Die stichkappentonnengewölbte Eingangshalle weist ein gemaltes Wappen des Lorenz Ehrenreich von Pichl und die Jahreszahl 1647 auf. Von dieser Halle werden die stichkappentonnengewölbten Erdgeschoßräume des Nord- und Südtraktes und die kreuzgratgewölbten Räume des im Kern barocken westlichen Anbaus erschlossen.
Die beiden Gewölberäume des Südtraktes weisen spitzbogige Stichkappen aus dem ersten Hälfte bis Mitte des 16. Jahrhunderts auf. 
Überwiegend sind Rahmenfüllungstüren mit Beschlägen des 17 bis 19. Jahrhunderts festzustellen.
Die zentrale Eingangshalle leitet in die überwölbte, einläufige Stiege über, welche die Vertikalerschließung sicherstellt.
In den Obergeschoßen wiederholt sich das Grundrissschema. Die Räume des ersten Obergeschoßes sind als Beletage gestaltet. Es sind einige künstlerisch aufwendig gearbeitete, teilweise intarsierte Rahmenfülltüren des 18. Jahrhunderts mit Gitterwerk- und Rocailleformen, vermutlich fremder Provenienz und einige einfachere Rahmenfüllungstüren festzustellen.
In einem Raum des Nordtraktes befindet sich ein zylindrischer, reich gestalteter klassizistischer Ofen mit Vasenaufsatz.
Die Räume werden überwiegend durch schlichte Flachdecken, vereinzelt mit einfachen Stuckrahmengen, abgeschlossen.
Das ursprünglich als Schütt- und Speicherboden verwendete, im 20. Jahrhundert ausgebaute zweite Obergeschoß besitzt einen Raum mit massiver Holzbalkendecke und eine in jüngster Zeit eingerichteten Hauskapelle.
Das nördlich des Schlossgebäudes gelegene Wohnhaus war bis in das 19. Jahrhundert als Mühle in Verwendung – knapp östlich befindet sich ein Bachlauf – und wurde um 1900 als Wohnhaus adaptiert. Über dem ungegliederten Erdgeschoß wird die Achsenteilung durch genutete Pfeilerlinsen artikuliert. Es sind teilweise Türen und Fenster des 19. bis Anfang des 20. Jahrhunderts festzustellen. Das Haus ist als Mittelflurhaus mit rückseitigem, einläufigem Stiegenhaus organisiert. Die Räume weisen überwiegend Flachdecken auf, Erdgeschoßflur und Stiege sind mit Flachtonnen ausgestattet. Das Schopfwalmdach wird von einem mit Rauchauslass-Doppelbögen und Gesimsen gestaltetem Ziegelkaminkopf überragt.
Sowohl die „Toranlage“, als auch die Richtung Süden angrenzenden Zäune über den im Kern aus dem 16./17. Jahrhundert stammenden Böschungsmauern aus Bruchsteinmauerwerk, werden aus gemauerten Rechteckpfeilern mit Pyramidenabdeckungen aus der Zeit um 1900 und dazwischen eingefügten Holzzäunen jüngerer Zeit gebildet.